# Volpe blu e nera
Volpe blu e nera (anche Volpe blu-nero) è un dipinto di Franz Marc risalente al 1911, custodito al Von Der Heydt Museum di Wuppertal.

## Descrizione
Il dipinto rappresenta una volpe, sdraiata ed addormentata, immersa in un paesaggio dai colori fortemente contrastanti e brillanti. L'opera fa parte di una serie di dipinti in cui i protagonisti sono gli animali, mostrati non con lo sguardo asettico di un osservatore, ma filtrati attraverso la personalità dell'autore stesso; questi venivano ad assumere persino tratti umani, dato sul quale Paul Klee ebbe a dire:
()